# Văn An (nhạc sĩ)
Văn An (1929–2011) là một nhạc sĩ Việt Nam. Ông là một trong những người được trao tặng Giải thưởng Nhà nước về văn học nghệ thuật đợt đầu tiên.

## Thân thế và sự nghiệp
Tên khai sinh của ông là Nguyễn Văn An, sinh ngày 5 tháng 5 năm 1929, tại thành phố Nam Định nhưng lớn lên ở Bắc Ninh. Là nhạc sĩ quân đội, hàm Đại tá. Ông đã được Huân chương Độc lập hạng Ba.
Trước Cách mạng Tháng Tám, khi còn là học sinh, Văn An đã tham gia hoạt động trong các ban nhạc học sinh, chơi nhạc cổ vũ tuyên truyền từ thiện, truyền bá quốc ngữ ở Bắc Ninh. Tham gia cướp chính quyền ở thị xã Bắc Ninh, rồi công tác tại Ủy ban Ủng hộ Nam Bộ. Năm 1946, vào bộ đội hoạt động văn nghệ, rồi Đoàn nhạc Công an, Ty Tuyên truyền Bắc Ninh. Năm 1948, ông vào Đoàn Văn công Quân khu Việt Bắc, tham gia các chiến dịch Tây Bắc, Việt Bắc, Đông Bắc, Trung du và hậu địch. Năm 1954, về Đoàn Ca Múa Tổng cục Chính trị, đón tiếp đồng bào và chiến sĩ miền Nam tập kết. Năm 1956, về Đoàn Văn công 338. Năm 1957, học lớp sáng tác do chuyên gia Triều Tiên hướng dẫn. Năm 1958, phụ trách phần "Văn nghệ quân đội" tại Đài Tiếng nói Việt Nam, biên tập ca nhạc, giảng dạy nhiều lớp sáng tác ca khúc trong và ngoài quân đội cho đến khi về hưu. Ông mất ngày 31 tháng 8 năm 2011 tại Hà Nội sau 13 năm chống chọi với căn bệnh hiểm nghèo, thọ 82 tuổi.
Ông sáng tác nhiều ca khúc, là một trong những nhạc sĩ quân đội có bản sắc riêng, với tiếng nói đa dạng của cuộc sống chiến đấu trong bộ đội qua những chặng đường cách mạng. Âm nhạc của ông có âm hưởng dân gian, giai điệu mềm mại, chải chuốt. Ông cũng có nhiều thành công trong lĩnh vực phổ nhạc vào thơ. Ngoài ra, ông còn viết một số ca cảnh. Ông cũng có những bài hát nổi tiếng như: Đường lên Tây Bắc (1952), Cánh diều miền Bắc (1957), Đường dây ai rải (1965), Thái Văn A đứng đó, Đôi dép Bác Hồ (thơ Tạ Hữu Yên), Gió sông Hồng gọi nắng sông Hương (thơ Tạ Hữu Yên), Ta ra trận hôm nay (1973), Nhịp cầu nối những bờ vui (thơ Phan Văn Từ), Trên đường hạnh phúc, Lá cờ Đảng.
Những bài hát được giải thưởng: Tiếng nói Hà Nội (Giải thưởng Hà Nội 1967), Trên đường hạnh phúc, Ấm tình quê Bác (Giải thưởng Bộ Văn hóa), Nhịp cầu nối những bờ vui (Giải thưởng Bộ Tư lệnh Công binh), Em yêu trường làng và anh bộ đội (Giải thưởng Ủy ban Thiếu niên Nhi đồng Trung ương), Bó chổi rơm (Giải thưởng Hội Âm nhạc Hà Nội).
Đã xuất bản: Đôi dép Bác Hồ (Nhà xuất bản Văn hóa), Tuyển chọn ca khúc Văn An (DIHAVINA và Hội Nhạc sĩ Việt Nam, 1995), kèm băng cassette riêng tác giả. Văn An đã được trao Giải thưởng Nhà nước về Văn học – Nghệ thuật đợt I năm 2001, với cụm tác phẩm: Đường lên Tây Bắc, Quân đội ta quân đội anh hùng, Thái Văn A đứng đó, Đôi dép Bác Hồ (thơ Tạ Hữu Yên), Nhịp cầu nối những bờ vui (thơ Phan Văn Từ).

## Tác phẩm âm nhạc
- Tình yêu đất nước
- Đường lên Tây Bắc
- Mùa gặt
- Đâu Đảng cần chúng ta có mặt
- Cánh diều miền Bắc
- Thái Văn A đứng đó
- Cồn Cỏ vang bài ca anh hùng
- Đôi dép Bác Hồ [2]
- Quân đội ta, quân đội anh hùng
- Gió sông Hồng gọi nắng sông Hương [2]
- Nhịp cầu nối những bờ vui [2]
- Lá cờ Đảng

## Giải thưởng
Nhạc sĩ Văn An đã được trao tặng Giải thưởng Nhà nước về văn học nghệ thuật đợt đầu tiên với các tác phẩm Đường lên Tây Bắc, Quân đội ta, quân đội anh hùng và Thái Văn A đứng đó .